# G59 1. Schweizerische Gartenbau-Ausstellung
Die G59, 1. Schweizerische Gartenbau-Ausstellung war die erste von bislang zwei schweizerischen Gartenbau-Ausstellungen. Sie fand vom 25. April bis 11. Oktober 1959 in Zürich statt und erstreckte sich auf einer Fläche von ca. 150'000 Quadratmeter über unterschiedliche Freiräume am linken und rechten Ufer des unteren Zürichsees. Die beiden Ausstellungshälften waren durch Pendelschiffe und eine eigens für die G59 installierte Seilbahn von Willy Habegger miteinander verbunden.
1980 fand die Grün 80, die 2. Schweizerische Ausstellung für Garten- und Landschaftsbau, in der Nähe von Basel auf Gemeindegebiet von Münchenstein statt.

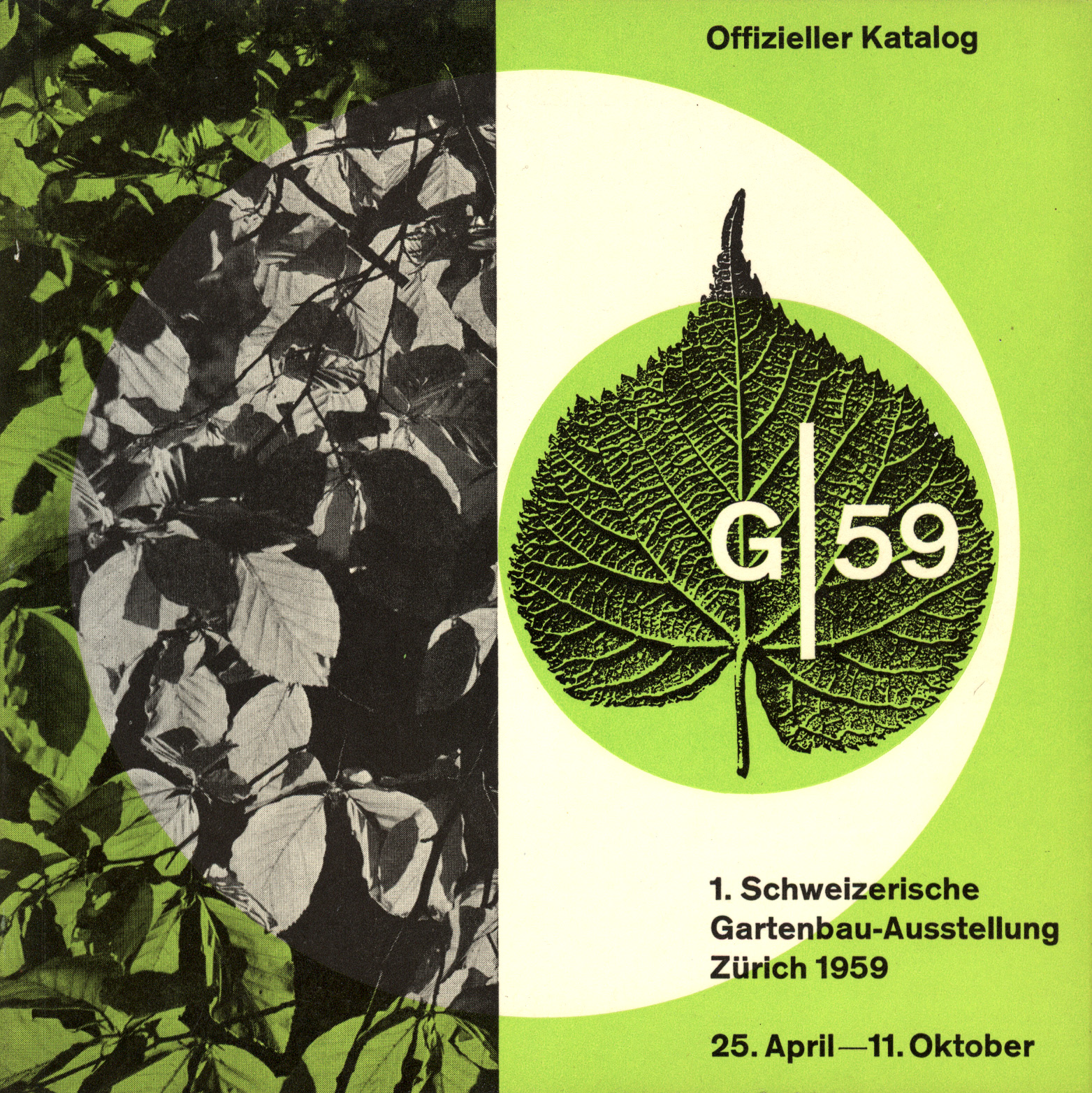
Katalog der G59, gestaltet von Franz Fässler

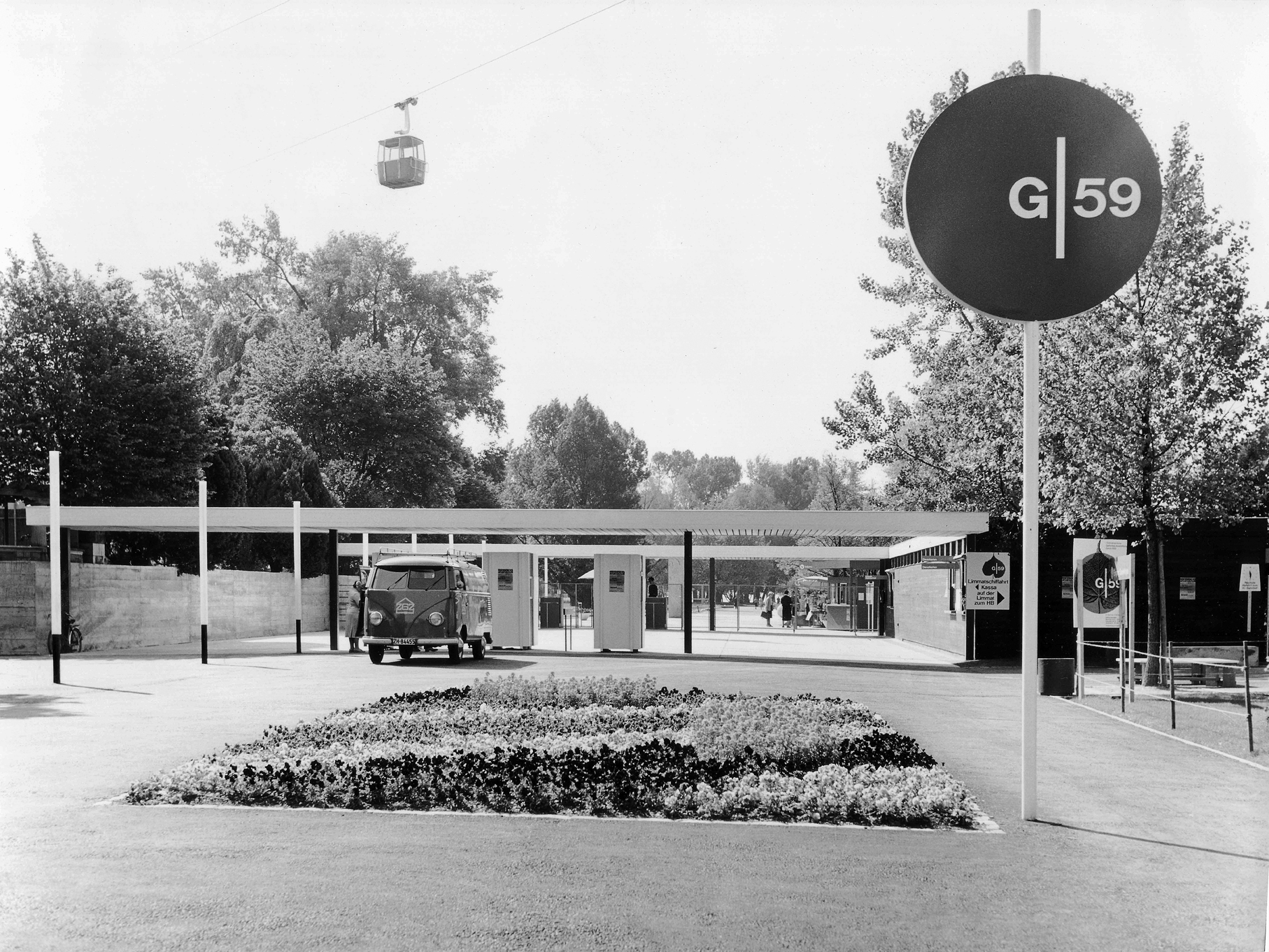
Haupteingang der G59 am rechten Seeufer

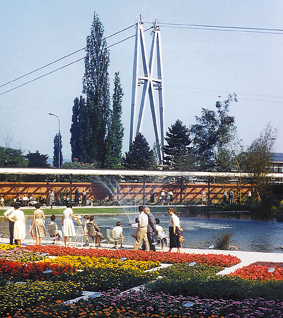
Blumenparterre im Belvoirpark. Im Hintergrund eine der beiden Stützen der Gondelbahn

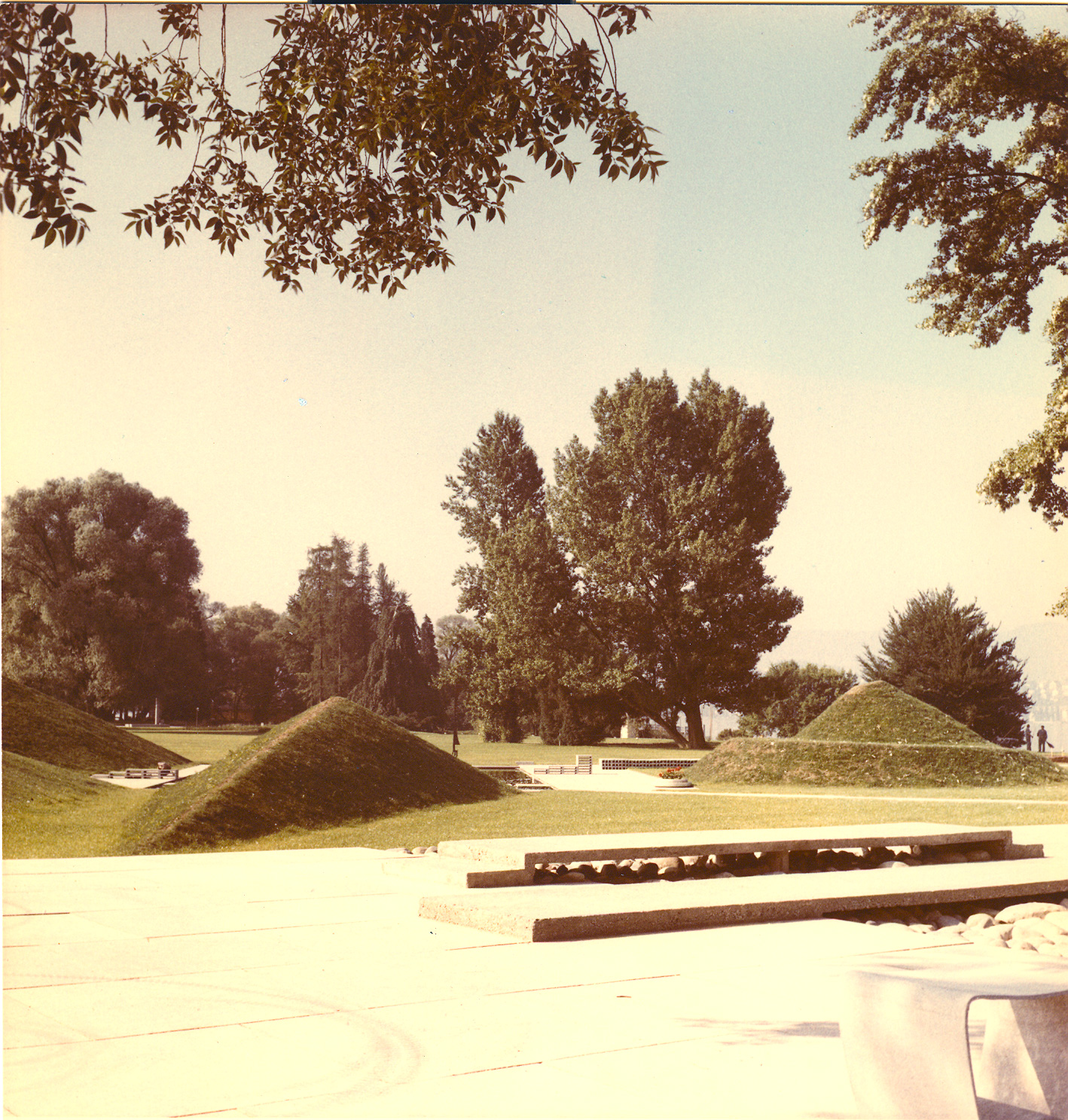
Garten des Poeten am rechten Seeufer

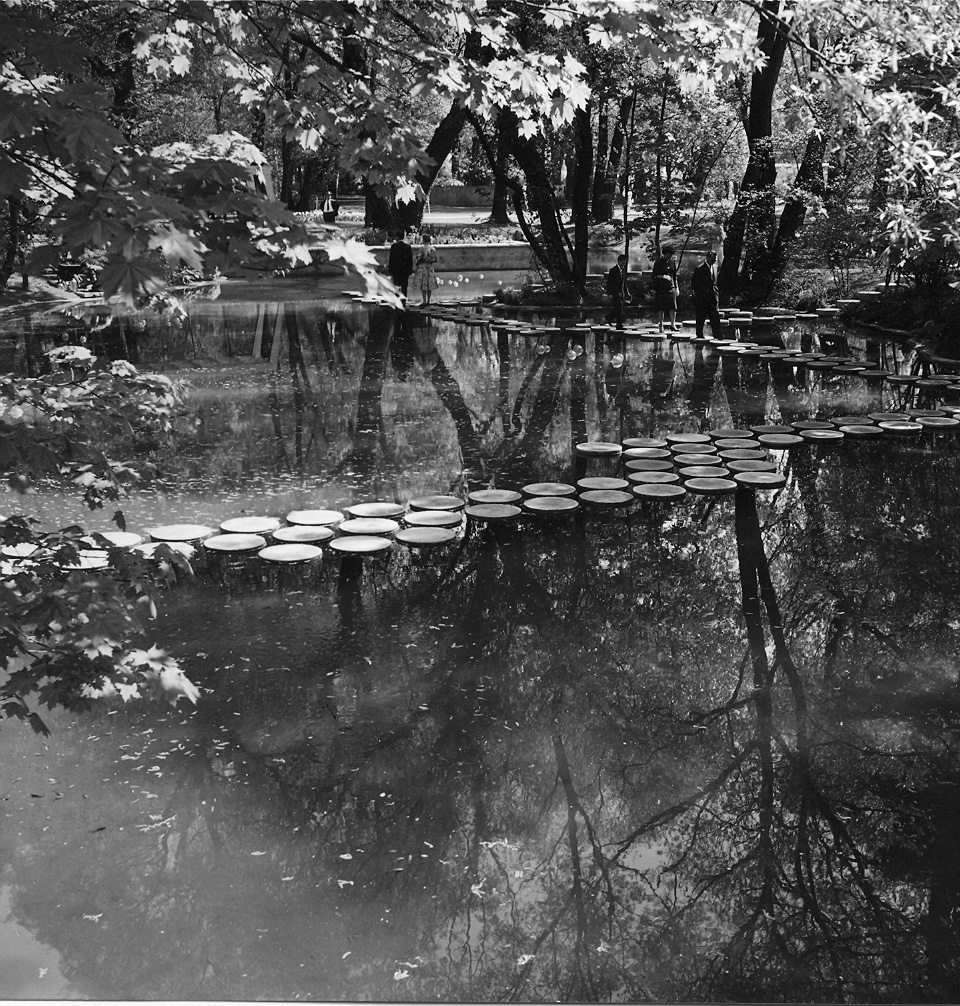
Nymphenteich mit Trittsteinbrücke am rechten Seeufer

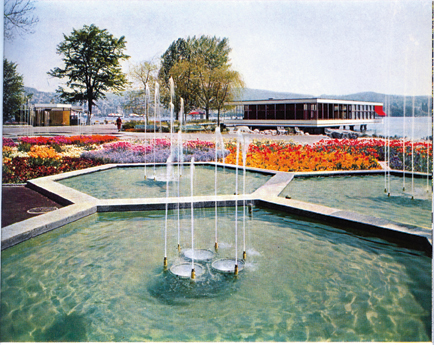
Hexagonaler Garten am linken Seeufer

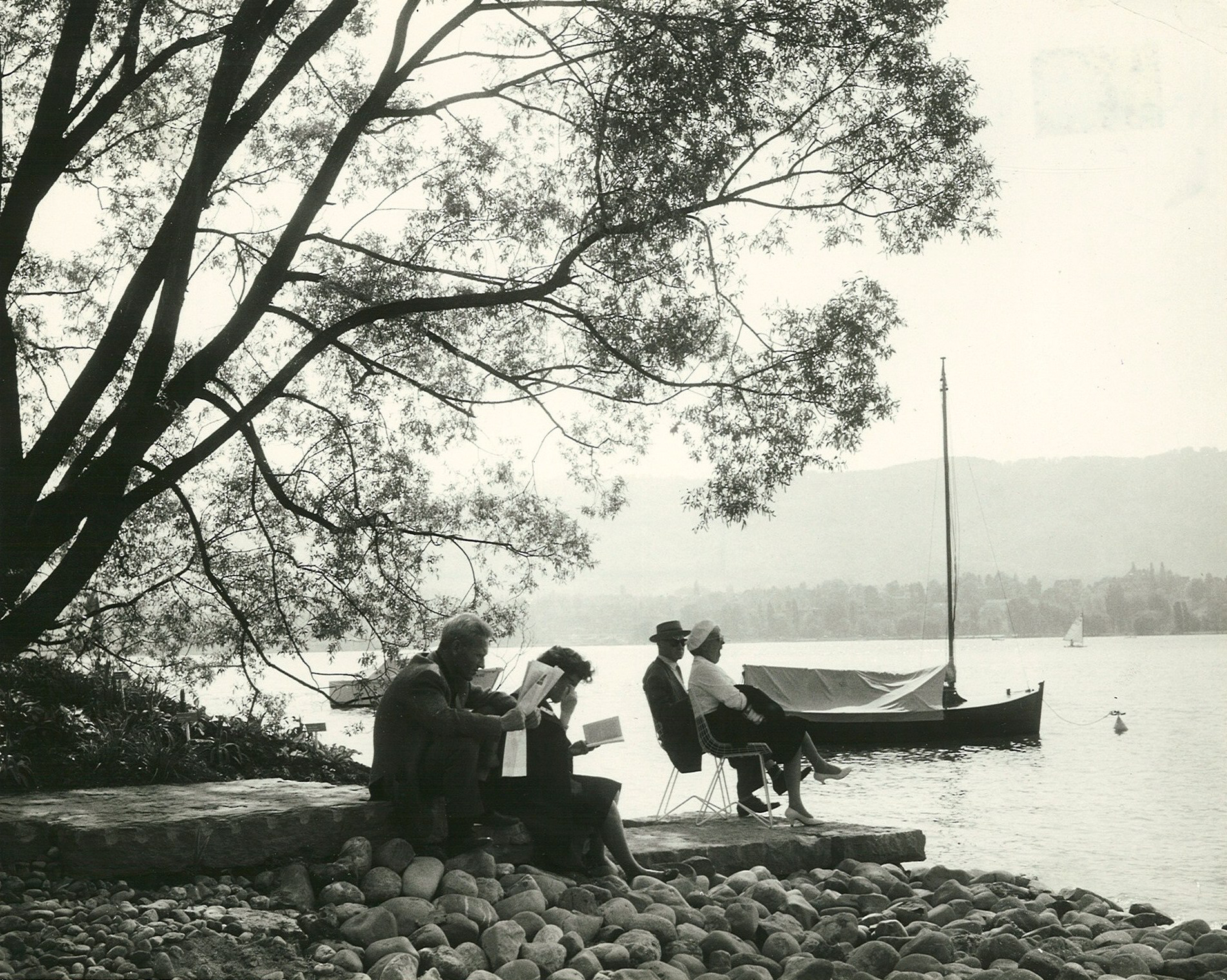
Seeuferweg nach 1963

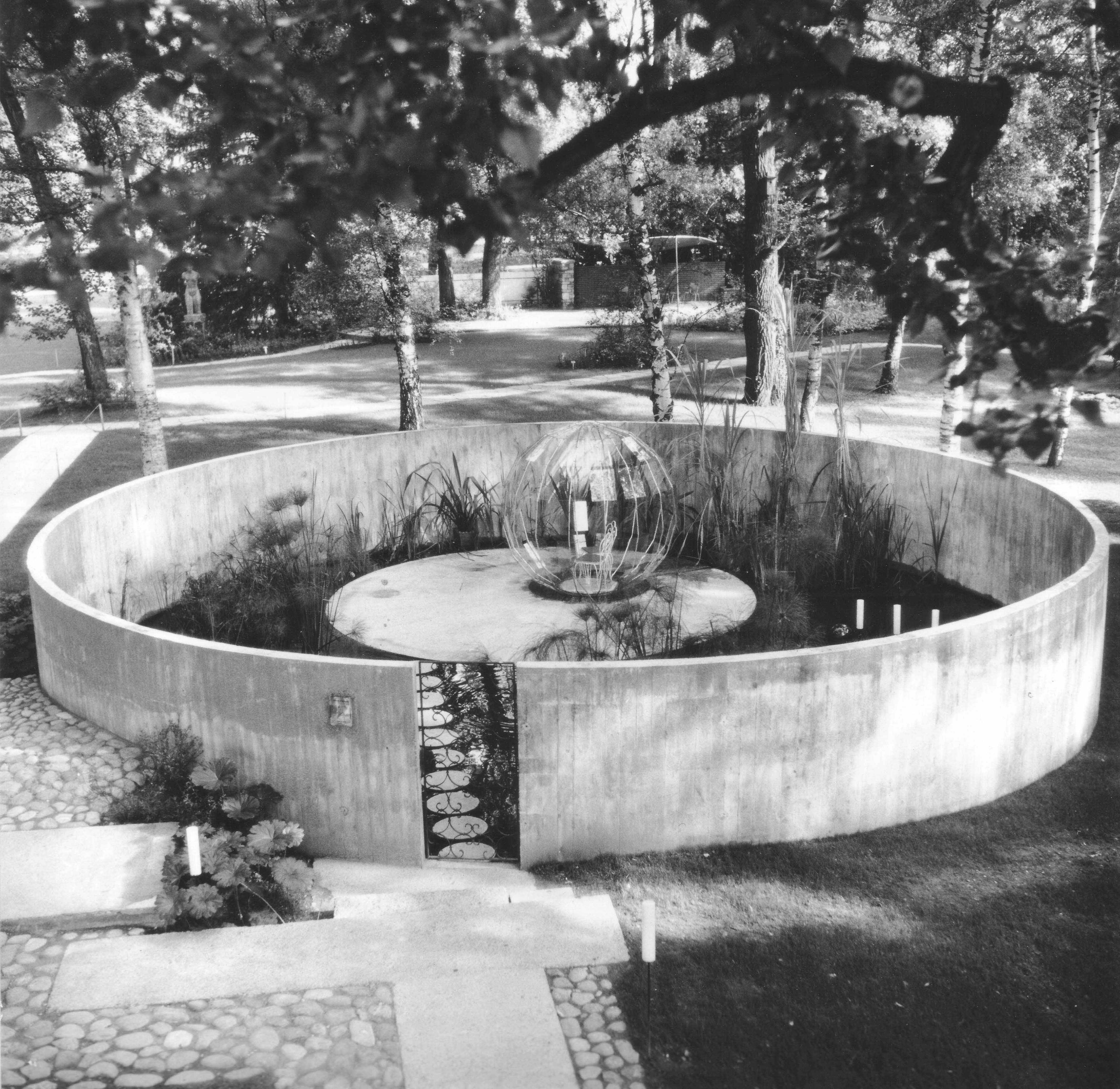
Jardin d’amour am rechten Seeufer

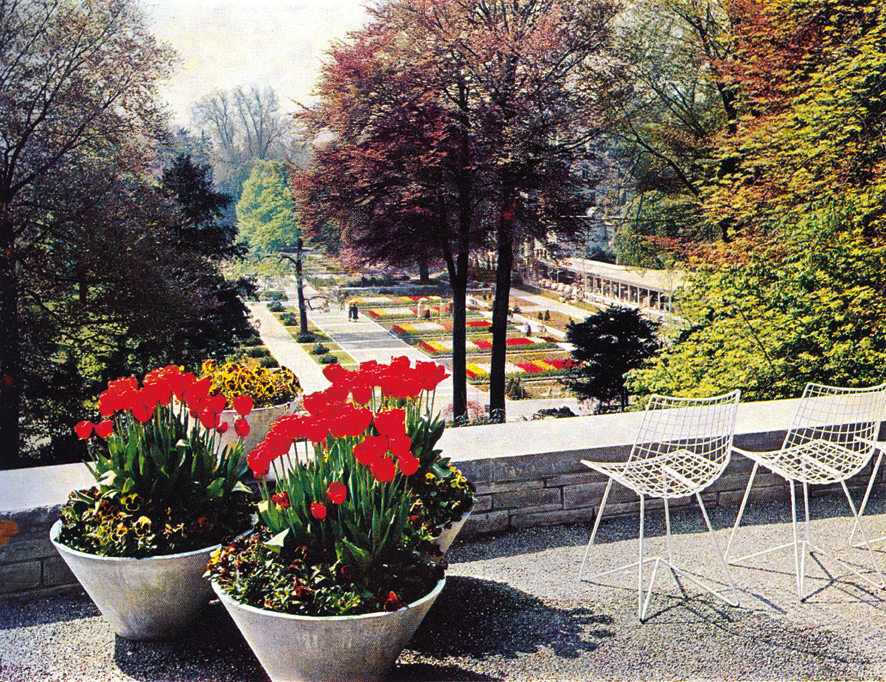
Aussichtsterrasse im Belvoirpark

## Ziel und Inhalt
Angetrieben von den gewerblichen und gestalterischen Berufsverbänden, die angesichts der Wirtschaftskrise eine Neuorientierung suchten, bot die G59 eine abwechslungsreiche Ausstellung von Themengärten, Gartentypen, Pflanzen und ihrer Anwendung, Sonderschauen von Pflanzen und Gemüse, Geräten und Spezialgebieten der Gärtnerei und Gartenkunst sowie zahlreiche Begleitveranstaltungen und ein reichhaltiges Unterhaltungsprogramm.
Ziele der G59 waren, für den schweizerischen Gartenbau zu werben sowie Nachwuchs für die Gärtnereibranche und Gartenarchitektur zu fördern.
Vorbild waren einerseits die deutschen Gartenschauen, die in der Zeit nach dem Zweiten Weltkrieg zur Förderung des Berufsstandes und zum Wiederaufbau der kriegszerstörten Städte beigetragen hatten, andererseits die Schweizerische Landesausstellung von 1939, die «Landi», die ebenfalls in einer Zeit der Krise identitätsstiftend gewirkt hatte. Die Parallelen zur Landi 1939, insbesondere die Gondelbahn über den See, trugen der G59 im Volksmund schon vor der Eröffnung den Namen «Blumen-Landi» ein.

## Gesamtplan
Die Gesamtplanung der G59 oblag dem Garteninspektor Pierre Zbinden, Leiter des Gartenbauamts der Stadt Zürich (heute: Grün Stadt Zürich). Unter der architektonischen Leitung von Werner Stücheli und Paul R. Kollbrunner entstanden an beiden Seeufern zahlreiche temporäre Einrichtungen sowie einige wenige langfristig angelegte Bauten.
Trotz des Gesamtplans unterschieden sich die beiden Ausstellungsufer durch ihre individuelle Gestaltungen: Einerseits weil die Projektierung unterschiedlichen Planungsbüros übertragen wurde, andererseits weil die örtlichen und topographischen Voraussetzungen der beiden Seeufer sehr unterschiedlich waren.
Das linke Seeufer wurde von Klaus und Walter Leder sowie von Johannes Schweizer gestaltet. Sie hatten es mit verschiedenartigen Räumen zu tun und mussten zusätzlich lokale Gegebenheiten wie einen Steilhang und die Überbrückung einer Ausfallstrasse berücksichtigen. Die Themengärten erinnerten durch ihre klaren Formen an die konkrete Kunst und fielen durch farbige, wechselnde Bepflanzung auf. Einer dieser Themengärten war ein geometrisch angelegtes Blumenparterre, das saisonal jeweils neu bepflanzt wurde. Mit dem Entwurf «Landhaus und Garten» versuchten Klaus und Walter Leder die räumliche Logik des Gartens auf das Haus auszudehnen und nicht das Haus in den Garten zu erweitern.
Auf der rechten Seeuferseite konnten die Landschaftsarchitekten Ernst Baumann und Willi Neukom ein ebenes und fast zusammenhängendes Gelände planen. An der stadtauswärts führenden Seefeldstrasse wurden Messehallen und Pavillons errichtet, während die dem See zugewandten Flächen für Sondergärten und Unterhaltungszwecke vorgesehen waren. Das rational angelegte Wegenetz der Messefläche, das auch für Anlieferungen gedacht war, wurde durch abwechslungsreichere Spazierwege ergänzt.
Die besondere Architektur der Themengärten erklärte Willi Neukom wie folgt: «Ganz bewusst wurden Themen aus der Romantik gewählt denen durch die Verwendung heutigen Baumaterials, Beton, Glas, Formsteine, eine gleichsam moderne Fassung gegeben wurde. Unter asketischer Vereinfachung der Form, die sich nur auf das Wesentliche beschränkt, ist ihnen direkte Aussage und unmittelbare Wirkung gewiss».
Mit dem Staudengarten zwischen Blatterwiese und Zürichhorn realisierten sie ein neues Stück Uferzone, das stilbildend wirken sollte. Neuartig daran waren der fliessende Übergang des Ufers in den See mit Trittsteinen zwischen feinem Geröll sowie eine Wegführung, die das Wasser unmittelbar erlebbar machte. Die Ufergestaltung kam beim Publikum sehr gut an und wurde deshalb 1963 zu einem Seeuferweg ausgebaut.

## An der Organisation beteiligte Verbände
Verband Schweizerischer Gärtnermeister, Gärtnermeisterverband Zürich, Association des Horticulteurs de la Suisse Romande, Schweizerischer Floristenverband, Verband Schweizerischer Topfpflanzengärtnereien, Verband Schweizerischer Baumschulbesitzer, Bund Schweizerischer Gartenarchitekten
| Gesamtplanung                                  | Pierre Zbinden, Garteninspektor der Stadt Zürich |
| Gartenarchitektonische Planung rechtes Seeufer | Ernst Baumann und Willi Neukom                   |
| Gartenarchitektonische Planung linkes Seeufer  | Walter und Klaus Leder, Johannes Schweizer       |
| Architektonische Leitung                       | Werner Stücheli und Paul R. Kollbrunner          |

## Der Garten des Poeten
Die wohl umstrittenste Gestaltung der Ausstellung war der minimalistische «Garten des Poeten».
Der Landschaftsarchitekt Ernst Cramer, der sich selber eher als Künstler denn als Gärtner sah, formte mit Erdaufschüttungen, Wasser und einer modernen Eisenplastik eine abstrakte Landschaft. Die gesamte Anlage wurde unter den Aspekten der abstrakt-geometrischen Gesetzmässigkeiten erstellt. Während das breite Publikum von der Gestaltung irritiert war, reagierte die Fachwelt mit Begeisterung.
Der Architekt, Künstler und damalige Direktor der Kunstgewerbeschule Hans Fischli schrieb in einem Brief an Ernst Cramer: «Sie erzeugen ein Raumgefühl, das ich bisher unter freiem Himmel noch nie empfunden habe. Sie beweisen, dass mit klugem Geist und genauer Handhabe des Handwerks, mit dem kostbaren Material Erde nicht unbedingt so geschaffen werden muss, wie dies die Kräfte der Naturelemente tun. Sie schaffen nicht die Imitation einer natürlichen Gegebenheit, sondern Sie erzeugen ein Werk wie wir abstrakten Maler und Bildhauer dies mit konkreten Mitteln seit Jahren versuchen».

## Gute Formen und Neue Grafik
Der Durchbruch neuer Formen und Materialien in der Gartengestaltung ist wesentlich auf Einflüsse aus Kunst, Architektur und Design zurückzuführen. Die Ideen des Schweizerischen Werkbundes, die Betonung der Zweckform sowie Experimente mit neuen Materialien wie Beton und Faserzement schlugen sich sowohl in gewerblichen wie in künstlerischen Bereichen nieder. 1954 stellte der Designer Willy Guhl seinen berühmten Strandstuhl aus Eternit in Form einer Schleife vor.
Das mit minimalem Form- und Materialaufwand nach ergonomischen Kriterien entwickelte Gartenmöbel erhielt vom Werkbund die Auszeichnung «Die gute Form». Die gestalterischen Möglichkeiten des neuartigen Eternits, einem Werkstoff aus Asbestkarton und Zement als Binder, veranlassten die Ausstellungsleitung zusammen mit der Eternit AG einen Wettbewerb für Gartenmöbel und Pflanzgefässe auszuschreiben. Hocker, Tröge und Töpfe mit zeitgemässer Formgebung waren das Resultat.
Auch für die Neue Grafik wurde die G59 zum Experimentierfeld. Prospekte, Plakate und Beschriftungen wurden nach konstruktiv-konkreten Gestaltungsprinzipien erstellt, die eine logische Zusammenführung typographischer und bildhafter Elemente ermöglichten. Signet und grafisches Erscheinungsbild der G59 entsprachen dem typischen, modernen Schweizer Stil, der auch international wegweisend war.

## Kunst an der G59
Neben Gärten und Pflanzenschauen bot die G59 ein umfangreiches Begleitprogramm, das von Modenschauen über Kunstausstellungen bis zu philatelistischen Veranstaltungen reichte.
Eine vom Kunsthistoriker Willy Rotzler organisierte Freilichtausstellung auf dem Gelände der G59 zeigte ungegenständliche Plastiken von Schweizer Künstlern wie z. B. Max Bill und Walter Bodmer. Diese Kunstausstellung war nicht als Konkurrenz für die gärtnerischen und landschaftsarchitektonischen Präsentationen gedacht, sondern zielte vor allem auf eine ästhetische Erziehung der Betrachter.

## Nachwirken
Einige Gärten, Kunstwerke und Bauten sind bis heute erhalten. Am rechten Seeufer blieben der Staudengarten, das Azaleental und der Nymphengarten mit Trittsteinen bei der Fischerstube sowie einige plastische Kunstwerke bestehen.
Auf der linken Seite wurden die Pergola, die Wasserspiele im Belvoirpark sowie Teile des hexagonalen Wabengartens beim Hafen Enge in die Uferlandschaft integriert.
In den 1980er-Jahren wurde der einst umstrittene und deshalb gleich nach Ausstellungsende abgetragene «Garten des Poeten» von Ernst Cramer nicht nur als künstlerische Leistung gewürdigt, sondern auch zum Anlass genommen, nach der Naturgartenbewegung die formale Gestaltung der Landschaft zu rehabilitieren.
Die G59 rief auch moderne Städtebauvisionen wach. Ernst Baumann und Willi Neukom erhielten den Auftrag, einen Gestaltungsplan für die Nachnutzung der beiden G59-Gelände zu erstellen. Dabei schwebte ihnen eine Überbauung in der Manier von Le Corbusier vor. Obwohl solche gestalterischen Utopien vielfach diskutiert wurden, behielten die Quartiere Seefeld und Enge letztlich ihre Bebauungsstruktur des 19. Jahrhunderts.

## Gondelbahn

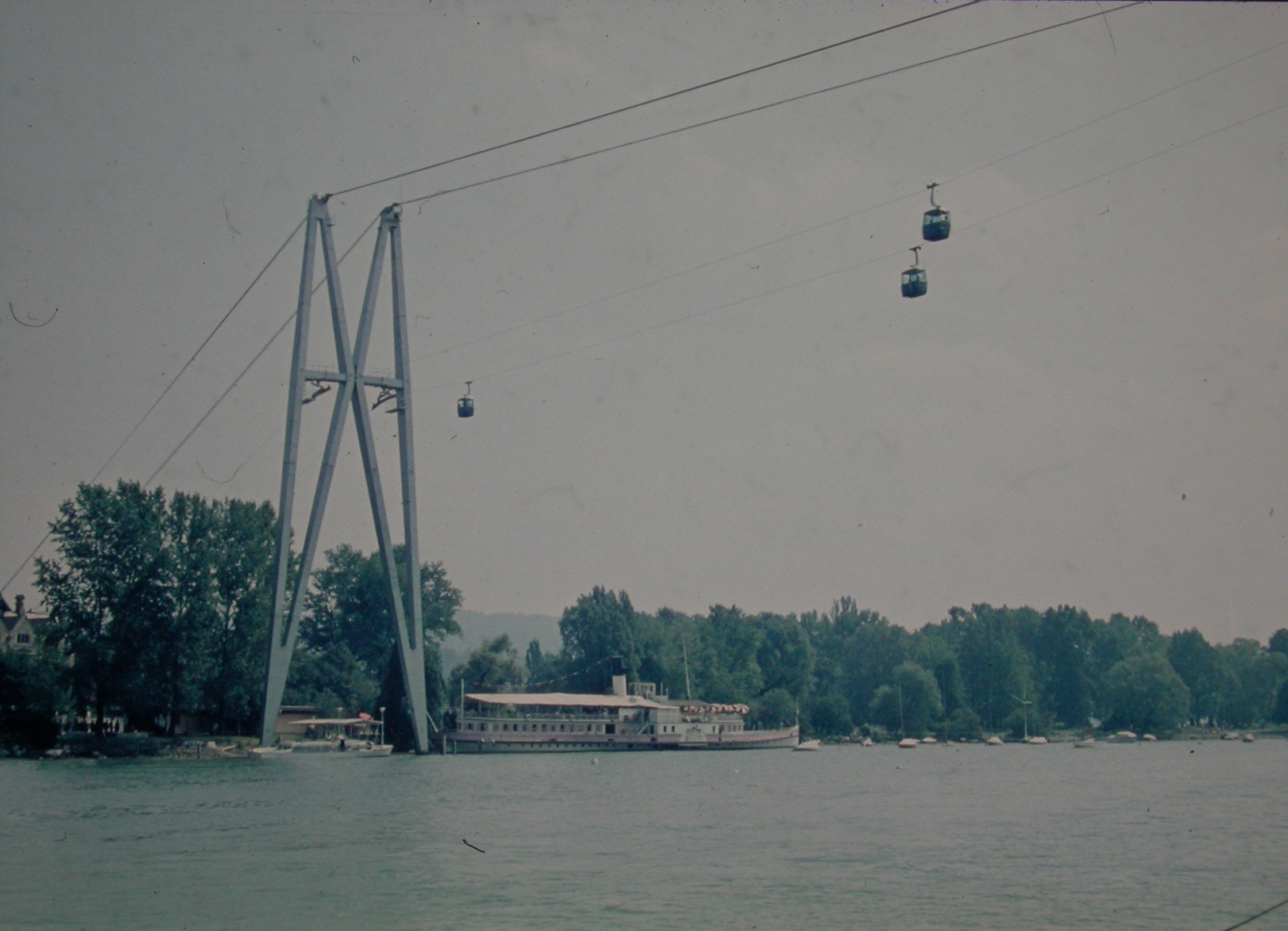
Gondelbahn auf der Seite Bellerive

Da die G59 an beiden Seeufern stattfand, war es notwendig, einen direkten und schnellen Transport der Besuchenden vom einen Ufer zum anderen sicherzustellen. Wie schon bei der Landi 1939 kam dabei eine Flottille von Pendelschiffen zum Einsatz. Auch wurde wiederum eine Gondelbahn errichtet, deren 55 Meter hohe Stützen eine ganz besondere Attraktion darstellten. Die vom Architekten Werner Stücheli in Zusammenarbeit mit dem Ingenieur Max Walt entstandenen Pfeiler wurden in der Schweizerischen Bauzeitung von Walter Jegher überschwänglich gelobt: «Nun aber kam vor wenigen Wochen die grosse Überraschung: Die Stützen der Schwebebahn, welche über den See hinweg beide Ufer verbindet. Sie übertreffen an Schönheit und Grösse (innere, formal zum Ausdruck kommende Grösse, nicht Anzahl Meter) alles, was wir in den letzten Jahren an Ausstellungs-Baukunst gesehen haben, Brüssel nicht ausgenommen.»
Im Gegensatz zu jener von 1939 überdauerte die Gondelbahn der G59 die Ausstellung um sieben Jahre. 1966 wurden die beiden Pylone abgetragen, um wieder einen ungestörten Blick von der Stadt auf die Glarner Alpen zu ermöglichen.

## Weiterführende Veröffentlichungen
- Annemarie Bucher: G59: A Manifesto for an Ambivalent Modernism. In: Landscape Journal. Design, Planning and Management of the Land. 26 (2), 2007, S. 1–19.
- Annemarie Bucher: Die G59. Zwischen Blumen-Landi und abstrakt-modernen Gartenexperimenten = L’exposition G59. Entre Blumen-Landi et expériences paysagères abstraites et modernes. In: anthos. 2, 2009, S. 4–11.
- Judith Rohrer: G59 - ein herausforderndes Erbe = G59 - un héritage stimulant. In: anthos. 2, 2009, S. 12–17.
- Gabor Oplatka: Die Gondelbahn der G59 über den Zürichsee = Le téléphérique du G59 sur le lac de Zurich. In: anthos. 2, 2009, S. 18–21.
- Stefan Rotzler: 50 Jahre «Garten des Poeten» von Ernst Cramer = Les 50 ans du «Jardin du poète» de Ernst Cramer. In: anthos. 2, 2009, S. 22–25.
- Des floralies aux jardins d'arts: un siècle d'expositions de paysagisme en Suisse = Von der Blumenschau zum Künstlergarten: Schweizerischer Gartenbau-Ausstellungen. Publié sous la direction d'Annemarie Bucher et Martine Jaquet. Presses polytechniques et universitaires romandes, Lausanne 2000, ISBN 2-88074-467-9 (französisch-deutscher Paralleltext)
- Udo Weilacher: Visionäre Gärten. Die modernen Landschaften von Ernst Cramer. Birkhäuser, Basel/Berlin/Boston 2001, ISBN 3-7643-6568-4.
- Annemarie Bucher: Zwischen «Blumen-Landi» und Manifest der Moderne: 50 Jahre G59, die erste Schweizerische Gartenbau-Ausstellung und ihre Wirkung. In: Grünzeit. 29, 2009, S. 6–7.

## Fussnoten
1. 1 2  Willi Neukom: Zu den Gärten am rechten Ufer. In: Garten und Landschaft. 8, 1959, S. 235.
2. 1 2 3 4 5 6  Annemarie Bucher (Hrsg.): Plakatausstellung G59 zum 50-jährigen Jubiläum. Das kleine Forum, Zürich 2009. Die Begleitpublikation ist erhältlich bei der Schweizerischen Stiftung für Landschaftsarchitektur (SLA).
3. ↑  Brigitt Sigel & Erik A. de Jong: Der Seeuferweg in Zürich. Eine Spazierlandschaft der Moderne von 1963. Scheidegger & Spiess, Zürich 2010, ISBN 978-3-85881-250-6.
4. ↑  Stefan Rotzler (Hrsg.): Garten des Poeten. G59/2009. Architekturforum, Zürich 2009, ISBN 978-3-033-01985-0.
5. ↑  Brief von Hans Fischli an Ernst F. Cramer vom 26.8.1959. Archiv für Schweizer Landschaftsarchitektur, HSR Hochschule für Technik, Rapperswil.